# Pont Royal
Pont Royal (Królewski) – most w Paryżu łączący oba brzegi Sekwany, pomiędzy pawilonem de Flore i ulicą du Bac.
Pierwszy drewniany most na tym miejscu powstał w 1632 na zamówienie finansisty Barbiera według projektu Pierre’a Pidou. Nazwano go Pont Rouge (Czerwony), od koloru farby, lub Św. Anny, na cześć królowej Anny Austriaczki. Ten piętnastołukowy most okazał się wyjątkowo nietrwały w codziennej eksploatacji i w 1649 musiał zostać wyremontowany, a dwa lata później rozebrany i postawiony na nowo. W 1654 ten odbudowany most padł ofiarą pożaru, a po kolejnej odbudowie w 1656 został zniesiony przez wezbranie rzeki. Kolejną zrekonstruowaną przeprawę spotkał w 1684 ten sam los, kiedy rzeka zniszczyła osiem łuków mostu.
Rok później drewniany most został zastąpiony konstrukcją z kamienia, sfinansowaną przez Ludwika XIV, który zamówił projekt u
Jacques’a Gabriela, Jules’a Mansarta i François Romaina. Powstały most był nie tylko przeprawą, ale i miejscem wielu miejskich zabaw i festynów. w 1792 Konwent Narodowy w ramach wielkiej akcji zmiany kojarzących się z monarchią nazw zmienił nazwę mostu na „Pont National” (Narodowy), a następnie Pont des Tuileries. Oryginalną nazwę przywróciła Restauracja Burbonów.
W 1850 most został uznany za solidny na tyle, by w odróżnieniu od kilku innych zabytkowych przepraw przez rzekę nie zostać zburzonym, lecz jedynie wzmocnionym. Od 1939 posiada status szczególnie cennego zabytku jako jeden z trzech paryskich mostów (obok Pont Neuf i Pont Marie).

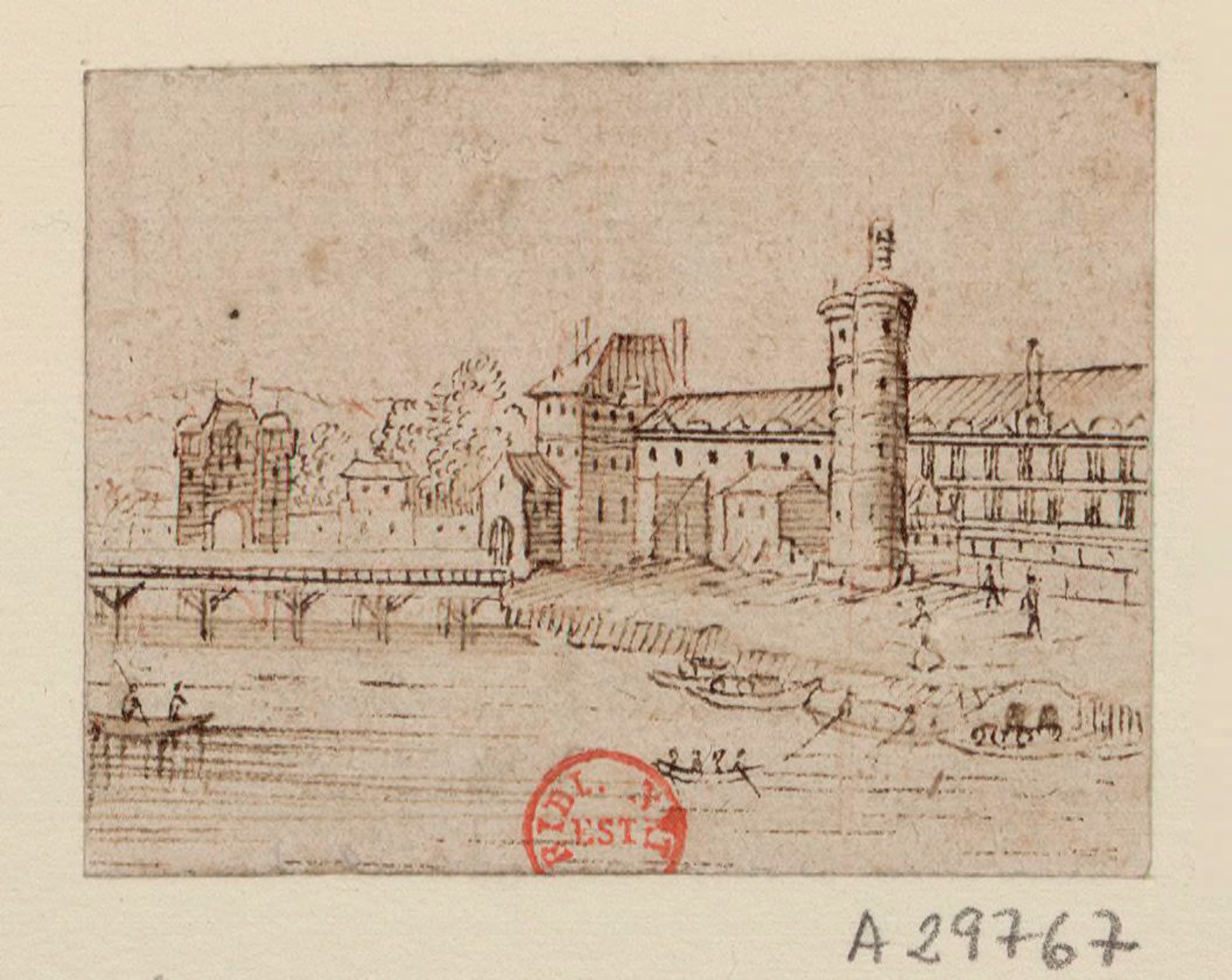
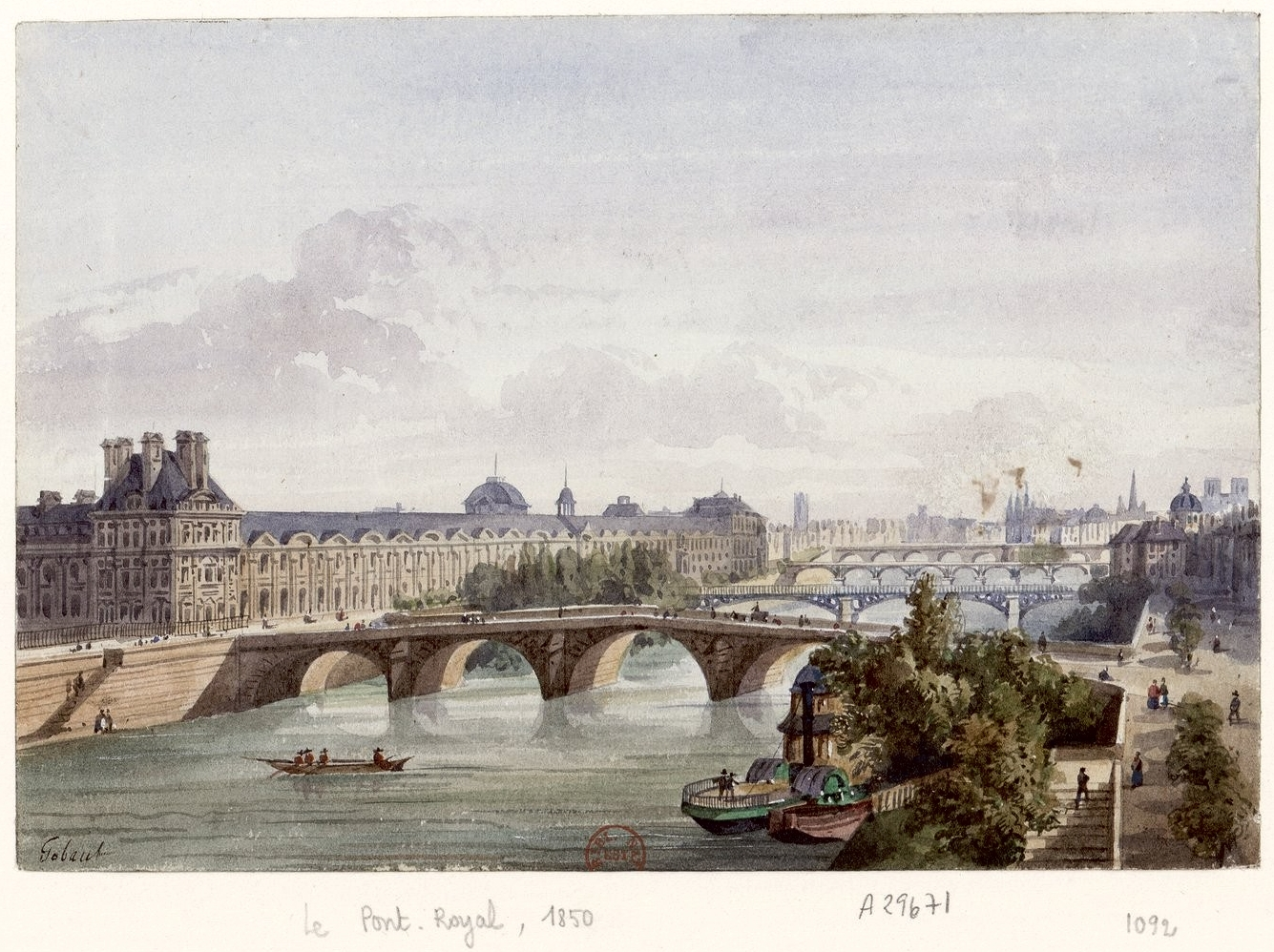